# Hacıömerli
Koordinaten: 36° 33′ 57″ N, 34° 6′ 34″ O

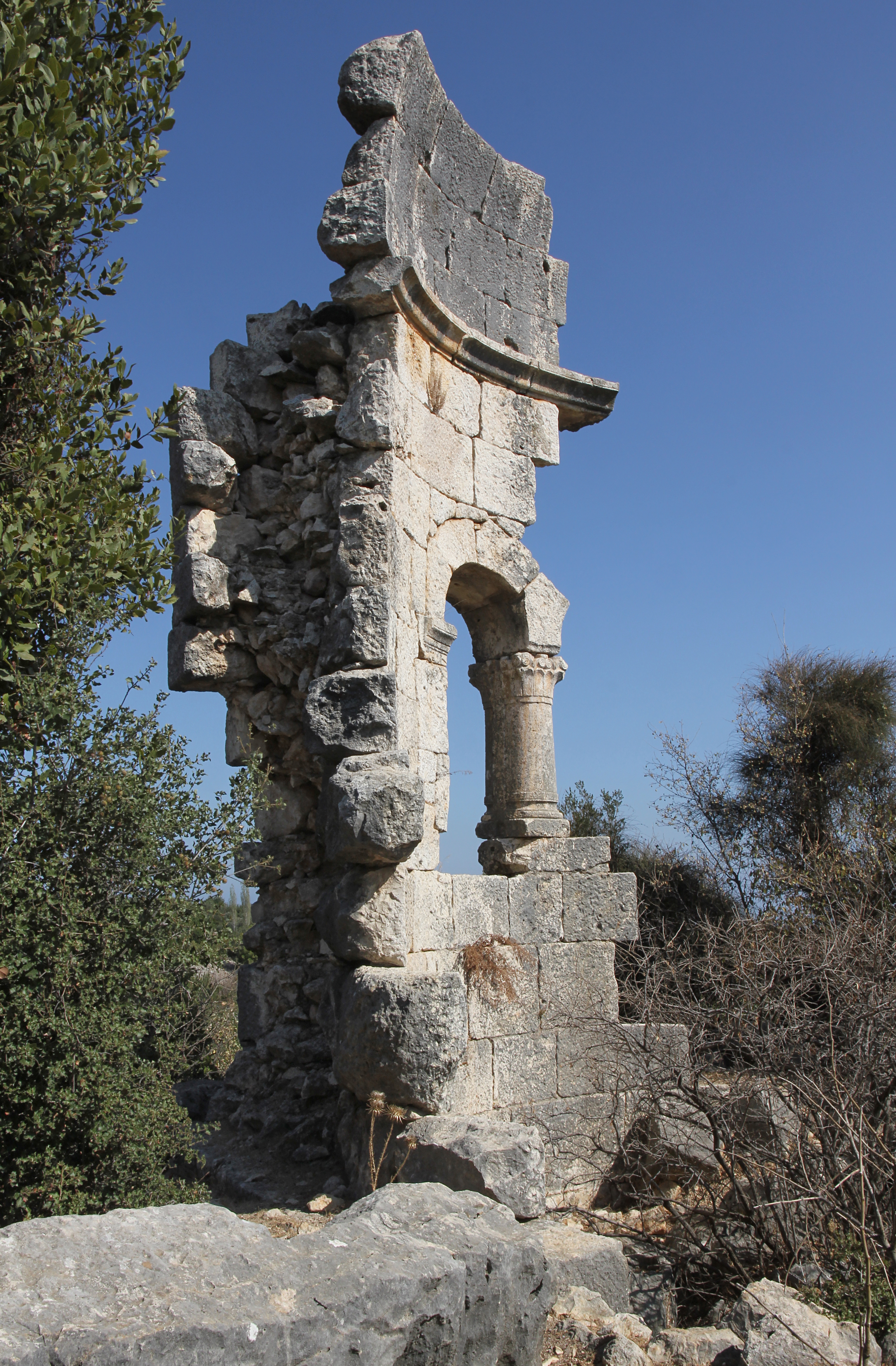
Apsis der Basilika

Hacıömerli ist der Name eines Weilers, der heute als Ortsteil zu Esenpınar gehört, sowie die türkische Bezeichnung für die Ruinenstätte einer römisch-frühbyzantinischen Siedlung im Rauen Kilikien in der Südtürkei.

## Lage
Hacıömerli liegt auf einer Höhe von 730 Metern etwa zehn Kilometer nordwestlich von Ayaş, dem antiken Elaiussa Sebaste, zu dessen Chora es vermutlich im Altertum gehörte, und 18 Kilometer westlich der Kreisstadt Erdemli im gleichnamigen Landkreis der türkischen Provinz Mersin. Es lag an einer antiken Straße, die von Elaiussa Sebaste ins Hochland von Olba führte. Heute führt die moderne Straße von Ayaş über Karaahmetli, Esenpınar, Sömek und Cambazlı nach Uzuncaburç (Olba) 250 Meter östlich an den Ruinen vorbei.

## Beschreibung
Die etwa 50 Häuser der Siedlung lagen verstreut auf einer niedrigen Kalksteinkuppe. Von den Häusern sind einige Türrahmen in situ erhalten. Am östlichen Rand der Siedlung befand sich eine Kirche aus frühbyzantinischer Zeit. Es war eine dreischiffige Säulenbasilika mit Narthex. Von den Mauern steht nur noch ein Teil der nach Osten gerichteten Apsis. Demnach bestand das Mauerwerk aus sauber gearbeiteten Kalksteinquadern. Von der westlichen Naoswand sind noch die beiden profilierten Türpfosten der Tür zum Mittelschiff in situ vorhanden. Die Säulen des Innenraums liegen zum Teil im dichten Gestrüpp, die Kapitelle sind verschleppt im Gelände. Die Apsis hatte eine lichte Weite von 5,35 Metern, sie war mittig von einem doppelten Rundbogenfenster mit Trennsäule durchbrochen, dessen linke Hälfte noch sichtbar ist. Mauerreste zeugen von einem nördlichen Apsisnebenraum, der die Hauptapsis nach Osten überragte und dahinter über eine Tür verfügte. Demnach gab es vermutlich im Süden einen entsprechenden Raum, womit ein Umgang um den Altarraum möglich war. In dem nördlichen Raum, der nach Osten von einer kleineren Apsis abgeschlossen wurde, befand sich wohl das heute neben den Resten der Apsismauern verstürzt liegende Taufbecken, sodass der Raum ein Baptisterium darstellte. Die kreuzförmige Piscina misst außen 1,31, innen 1,11 Meter und weist innen einen Vierpass auf. Ein Gurtbogen im Baptisterium lässt vermuten, dass ein Obergeschoss vorhanden war und damit wahrscheinlich, wie in fast allen kilikischen Basiliken, auch Emporen.
Die Voluten der Fenstersäule sowie zwei Pfeilerkapitelle lassen eine Datierung an den Anfang des 6. Jahrhunderts vermuten.

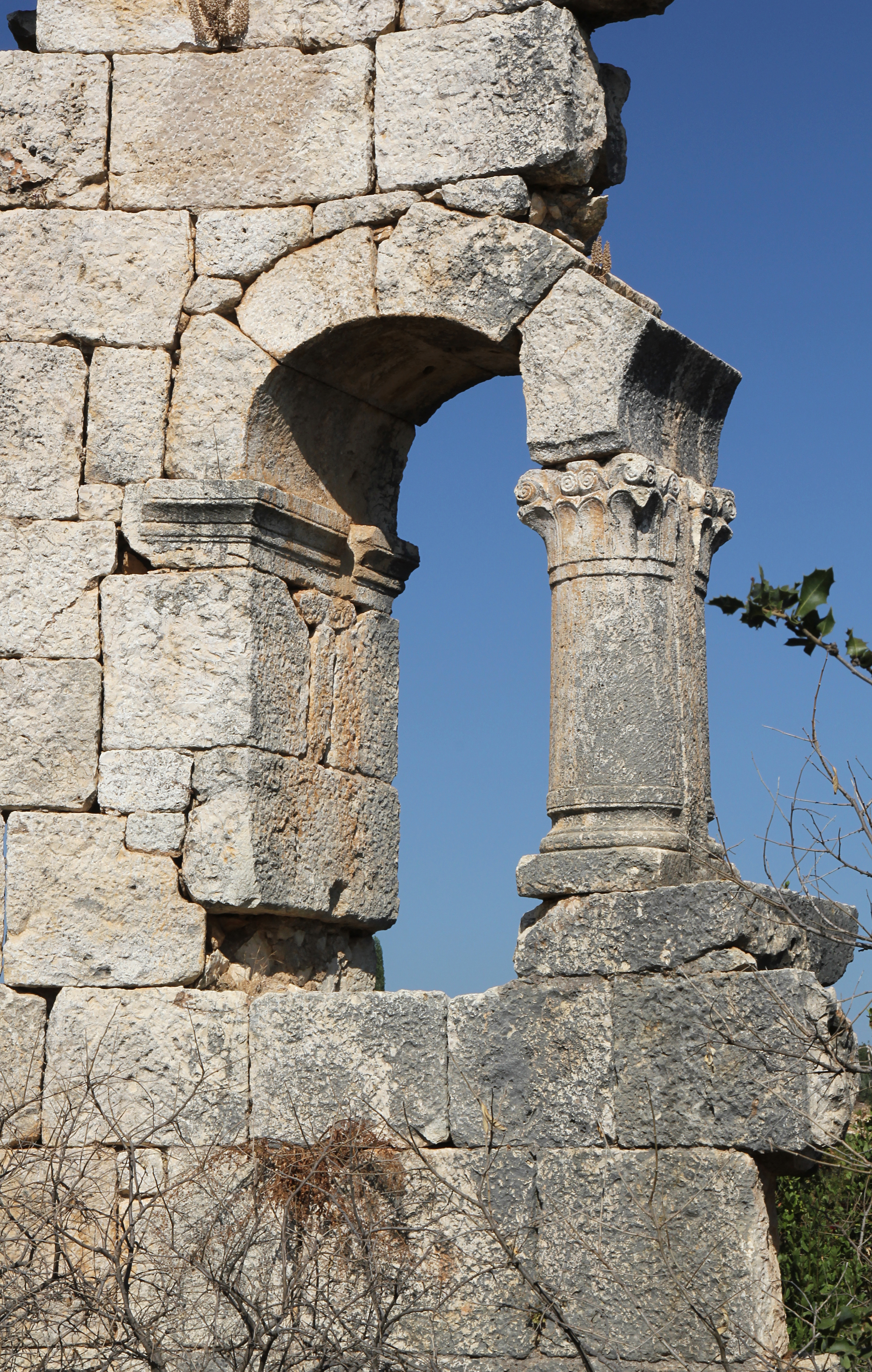
Apsisfenster
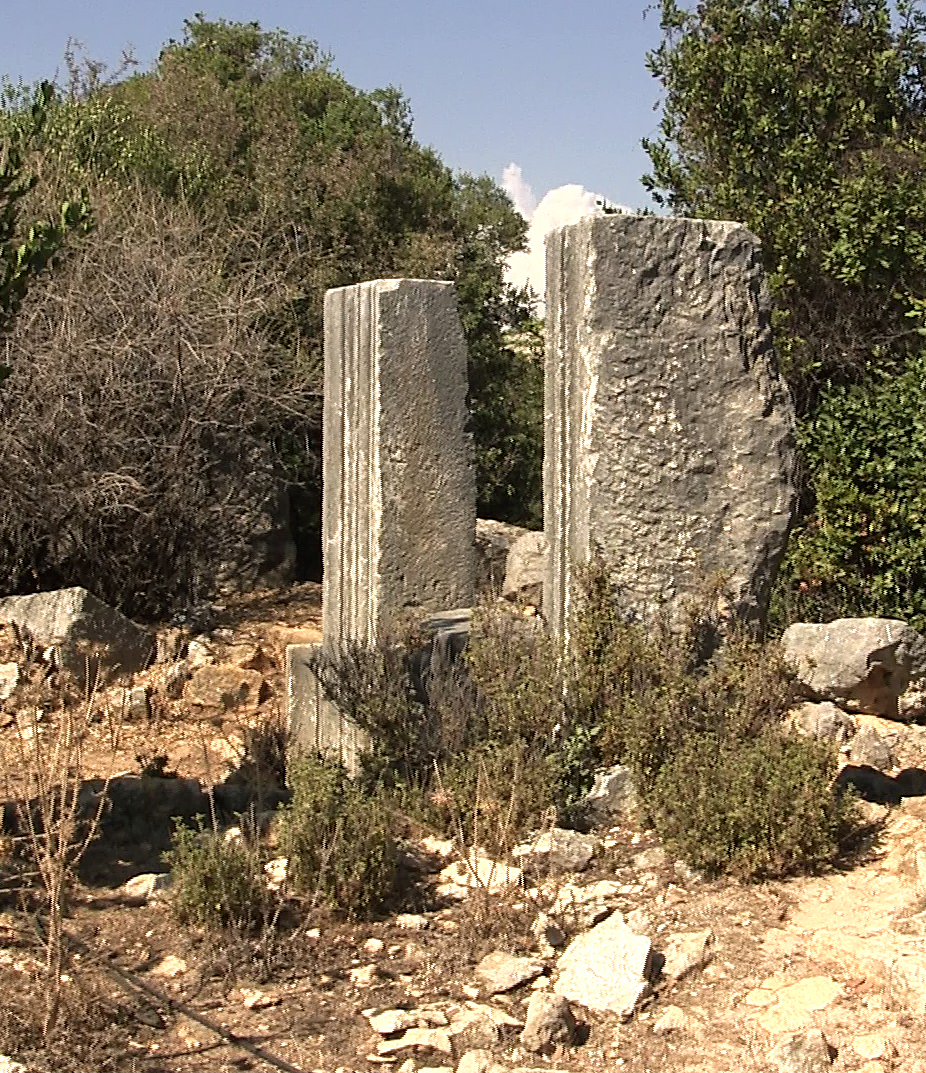
Türpfosten der westlichen Naostür
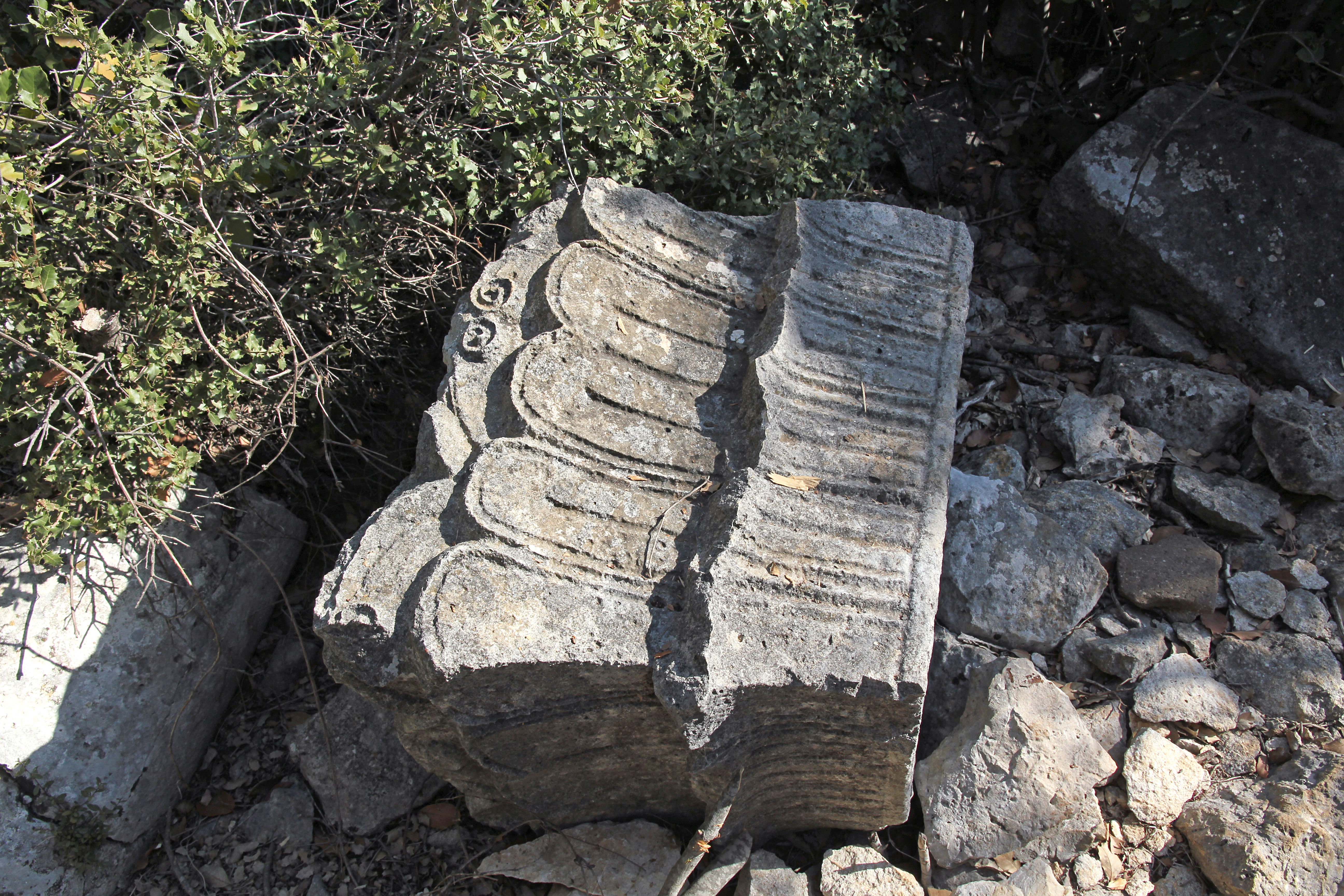
Pfeilerkapitell
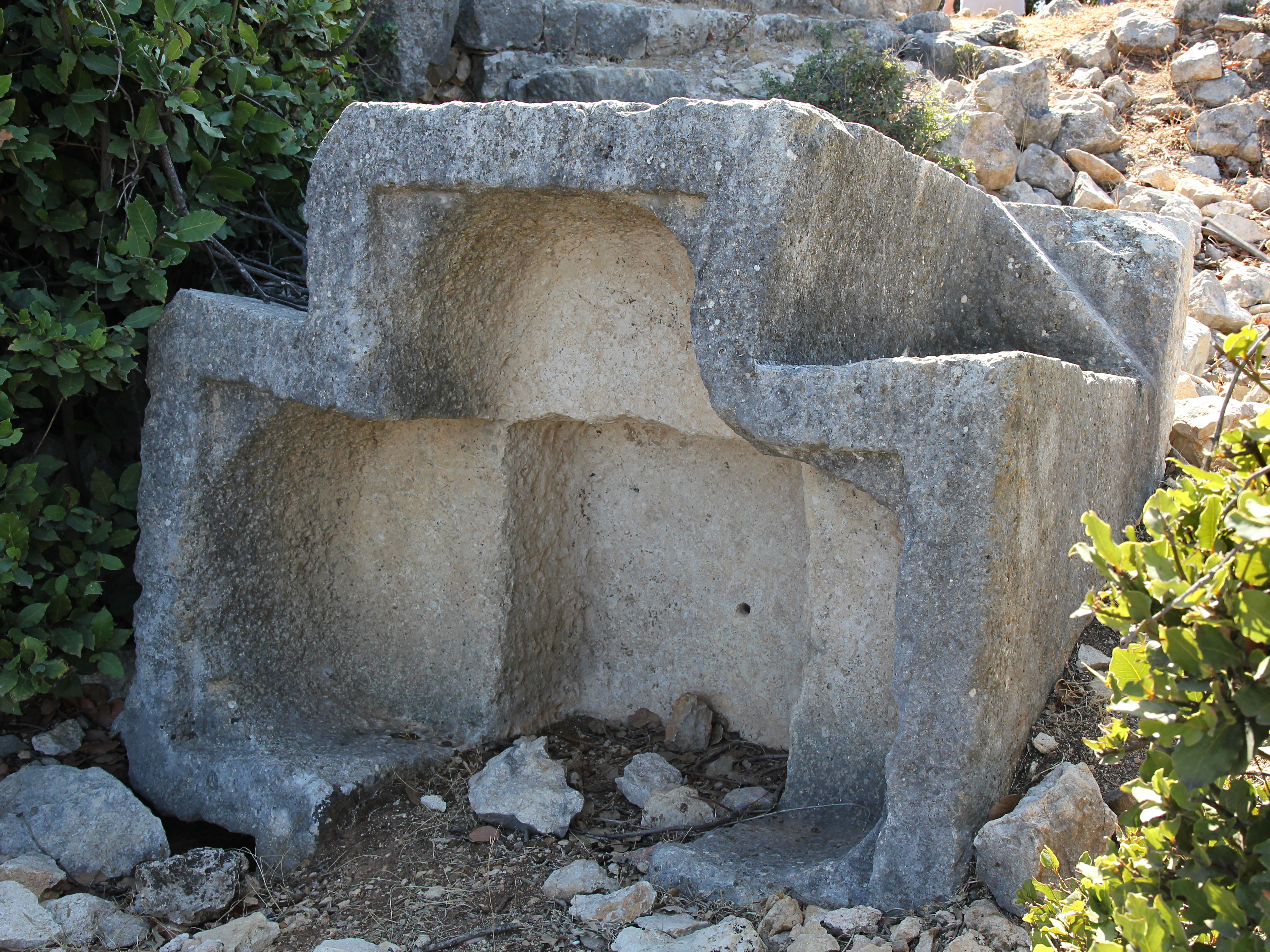
Taufbecken